# Municipalità locale di Ventersdorp
La municipalità locale di Ventersdorp (in inglese Ventersdorp Local Municipality) è stata una municipalità locale del Sudafrica appartenente alla municipalità distrettuale di Dr Kenneth Kaunda, nella provincia del Nordovest.
Nel 2016 è stata soppressa e accorpata alla municipalità locale di Tlokwe per costituire la municipalità locale di Tlokwe/Ventersdorp.
Il suo territorio si estendeva su una superficie di 3.764 km² ed era suddiviso in 5 circoscrizioni elettorali (wards). Il suo codice di distretto era NW401.

## Geografia fisica

### Confini
La municipalità locale di Ventersdorp confinava a nord e a ovest con quella di Ditsobola (Ngaka Modiri Molema), a nord con quelle di Kgetleng Rivier e Rustenburg (Bojanala), a est con quella di Merafong City, a sud con quelle di Tlokwe e City of Motlosana.

### Città e comuni
- Schoonspruit Nature Reserve
- Tshing
- Ventersdorp

### Fiumi
- Mooi
- Rietspruit
- Skoonspruit
- Taaibosspruit

### Dighe
- Klerkskraal Dam
- Rietspruitdam